# Hélène Olivier-Bourbigou
Pour les articles homonymes, voir Olivier (homonymie).
Hélène Olivier-Bourbigou, née le 9 mars 1962 à Toulouse, est une chimiste française. Elle est chargée de recherche dans le domaine de la catalyse homogène moléculaire à l'IFP Énergies nouvelles. Ses travaux visent à développer des procédés catalytiques homogènes plus respectueux de l’environnement. Elle a reçu le prix Irène Joliot-Curie en 2014 dans la catégorie femme scientifique de l’année,

## Carrière
Après un diplôme d'ingénieur obtenu en 1985 à l'école nationale supérieure de chimie de Rennes, elle a passé un doctorat en 1988 sous la direction d'Yves Chauvin (prix Nobel de Chimie 2005). Elle a effectué ses recherches post-doctorales à l'Université de Sussex au Royaume-Uni où elle a travaillé avec Michael Lappert (en), membre de la Royal Society. Elle a intégré IFP Énergies nouvelles en 1989. Depuis 2002 , elle est directrice du département de catalyse moléculaire à L'IFP de Lyon. Elle est habilitée à diriger des recherches à l'université de Paris VI depuis 2005. En 2013, elle a été élue présidente de la division catalyse de la Société chimique de France. En 2015, elle reçoit la légion d'honneur.

## Distinctions
- 2021 : Prix Clément-Codron de la fondation Codron Fautz de l'Institut de France[7]
- 2021 : Grand prix Pierre-Süe de la Société chimique de France[8]
- 2014 : Prix Irène-Joliot-Curie « Femme scientifique de l’année »[2],[9],[10]
- 1999 : Montgolfier remis par la Société d’Encouragement pour l’Industrie Nationale
- 1997 : Prix de la Division Catalyse de la SFC

## Décorations
- Chevalier de la Légion d'honneur Elle est faite chevalier le 3 avril 2015[11].
- Officier de l'ordre national du Mérite Elle est faite chevalier le 15 mai 2006[12], et est promue officier le 29 mai 2019[13].